# Архиепископ Йоан
Йоан е български архиепископ от края на 9 и началото на 10 век.
Известен е от послеслова към превода на житието на св. Антоний Велики. Там презвитер Йоан го нарича „църковния строител Йоан, наш господар, архиепископ на българската земя“. По повеля на архиепископ Йоан били преведени от гръцки на български житията на св. Антоний Велики и на св. Панкратий.
Йоан навярно е починал при управлението на цар Петър І, защото в „Беседа срещу богомилите“ презвитер Козма казва: „Подражавайте на новия презвитер Йоан, когото мнозина от вас познават и който беше пастир и екзарх на българската земя.“